# 祖寬
祖寬（?—1639年），明末遼東（今遼寧遼陽）人。
早年是祖大壽家僕，少有勇力，升至寧遠參將、副總兵。崇禎八年（1635年），以三千關寧軍鎮壓農民軍，盧象昇說：“援剿之兵，惟祖大樂、祖寬所統遼丁為最勁，殺賊亦最多。”祖宽骄横，兵馬所过之处焚毁民宅，奸淫妇女，“象升激劝再三，始听命”。盧象昇戰死後歸洪承疇。崇禎十一年（1638年）冬，清兵南下，师援山东。次年济南失守，褫職被逮，以“失陷籓封罪”處死。 